# Lagdo
Pour les articles homonymes, voir Lac de Lagdo.
Lagdo, arrondissement de la Bénoué, est une commune rurale de la région du Nord au Cameroun. Connu pour le lac de barrage de Lagdo dont il tient son nom et qui est aussi la principale source d'approvisionnement en poisson de toute la région du Nord.

## Population
Lors du recensement de 2005, la commune comptait 142 129 habitants, dont 21 517 pour Lagdo Ville.

## Structure administrative de la commune
Outre Lagdo proprement dit, la commune comprend les villages suivants :
- Agorma
- Badjaole Centre
- Badjoualel
- Bah Dankali
- Bakka
- Bakona I
- Balane
- Bame
- Bamere
- Bamsi
- Bessoum Garoua
- Bitchari
- Boucki
- Boulel
- Boulel II
- Boumedje
- Bourkina I
- Carrefour Poli
- Dangadji
- Dembare
- Dingale
- Djabbama
- Djalingo Kapsiki
- Djamboutou Gounna
- Djanga
- Djaouro Douri
- Djaraco
- Djéra
- Djipporde Djoulol Bocki
- Djoda Rena
- Djola Bame
- Djoulol
- Djoulol Bocki
- Djoulol Dow
- Dore
- Doualare
- Douloumi Sanda
- Fonaï
- Foulaye
- Gamsargou
- Garwawo
- Gnibago Bakona
- Gounna
- Gounougou
- Guadja Guadja
- Guere
- Harande
- Kaïwan
- Kaldjoua
- Kaouna
- Karlai
- Katchalla Boute
- Kate
- Kebi/Hari
- Kesme II
- Kona Djabe
- Kontip
- Kotchel
- Kouroungou
- Labakri
- Laïnde
- Laïnde Gounna
- Laïnde Lagdo
- Lamere
- Lamorde
- Legui
- Liferi
- Limani
- Lokoro
- Loucga Batchi
- Louggol
- Madagalire
- Madare
- Madare
- Madjadou
- Madjalissa
- Mafare
- Malombali
- Mayo B
- Mayo Bai
- Mayo Boucki I
- Mayo Boucki II
- Mayo Seini
- Mbela
- Mbengui
- Na'ari
- Napanla
- Nassarao Bame
- Nelbi
- Nocviri
- Ouro Yagoua
- Pana Matal
- Pikba
- Rabingha Salaman
- Riao
- Rongondo
- Sabongari Bame
- Samou
- Sanguere Bame
- Sirlawe
- Souare
- Soubango Boumedje
- Soulede
- Tamba
- Tchaka Mayo
- Tchakare
- Tongo
- Touboro Bame
- Touloum
- Toupourire I
- Wafango Bame
- Winde Djabbe
- Winde Gadourou
- Winde Houbbare
- Woubao
- Wouro
- Wouro
- Wouro
- Wouro Ba Asse
- Wouro Bah Djidda
- Wouro Barriere
- Wouro Boucki
- Wouro Donka
- Wouro Doukoudje
- Wouro Haoussa
- Wouro Mada
- Wouro Saossou
- Wouro Tchaïdo
- Yagadi
- Yourna